# Sändebudet (finländsk tidning)
Sändebudet är språkrör för Svenska Lutherska Evangeliföreningen i Finland r.f. (SLEF).
Tidningen följer med verksamheten både i hemlandet och på missionsfältet i Kenya.
Sändebudet finns också som taltidning på kassett. Redaktionen finns i Vasa.